# Dole, Šentjur
Dole este o localitate din comuna Šentjur, Slovenia, cu o populație de 158 de locuitori.